# Giuseppe Gribaudi
Giuseppe Gribaudi fue un deportista italiano que compitió en remo. Ganó tres medallas de plata en el Campeonato Europeo de Remo, en los años 1893 y 1894.

## Palmarés internacional
| Campeonato Europeo | Campeonato Europeo | Campeonato Europeo | Campeonato Europeo |
| Año                | Lugar              | Medalla            | Prueba             |
| ------------------ | ------------------ | ------------------ | ------------------ |
| 1893               | Orta (Italia)      | Medalla de plata   | Ocho con timonel   |
| 1894               | Mâcon (Francia)    | Medalla de plata   | Cuatro con timonel |
| 1894               | Mâcon (Francia)    | Medalla de plata   | Ocho con timonel   |